# Esercito libanese
L'Esercito Libanese è la componente terrestre delle Forze armate libanesi. Fondato nel 1945, ha attraversato periodi di forte conflittualità interna, superati in parte con l'estromissione del generale Michel Aoun.

## Forza
Attualmente è composto da circa 60.000 uomini.
Le forze terrestri sono composte da:
- 5 comandi di regione
- 11 brigate meccanizzate
- La brigata della guardia repubblicana
- Un reggimento di forze speciali
- 5 reggimenti  di pronto intervento
- 1 reggimento aeromobile
- 1 reggimento di  forze speciali di fanteria di marina
- 2 reggimenti di artiglieria

In aggiunta vi sono unità di supporto:
- Servizi medici
- La brigata di supporto
- La brigata logistica
- La polizia militare
- Il reggimento autonomo di lavoro